# 克雷哈伊夫
50°47′59″N 30°47′29″E / 50.79972°N 30.79139°E

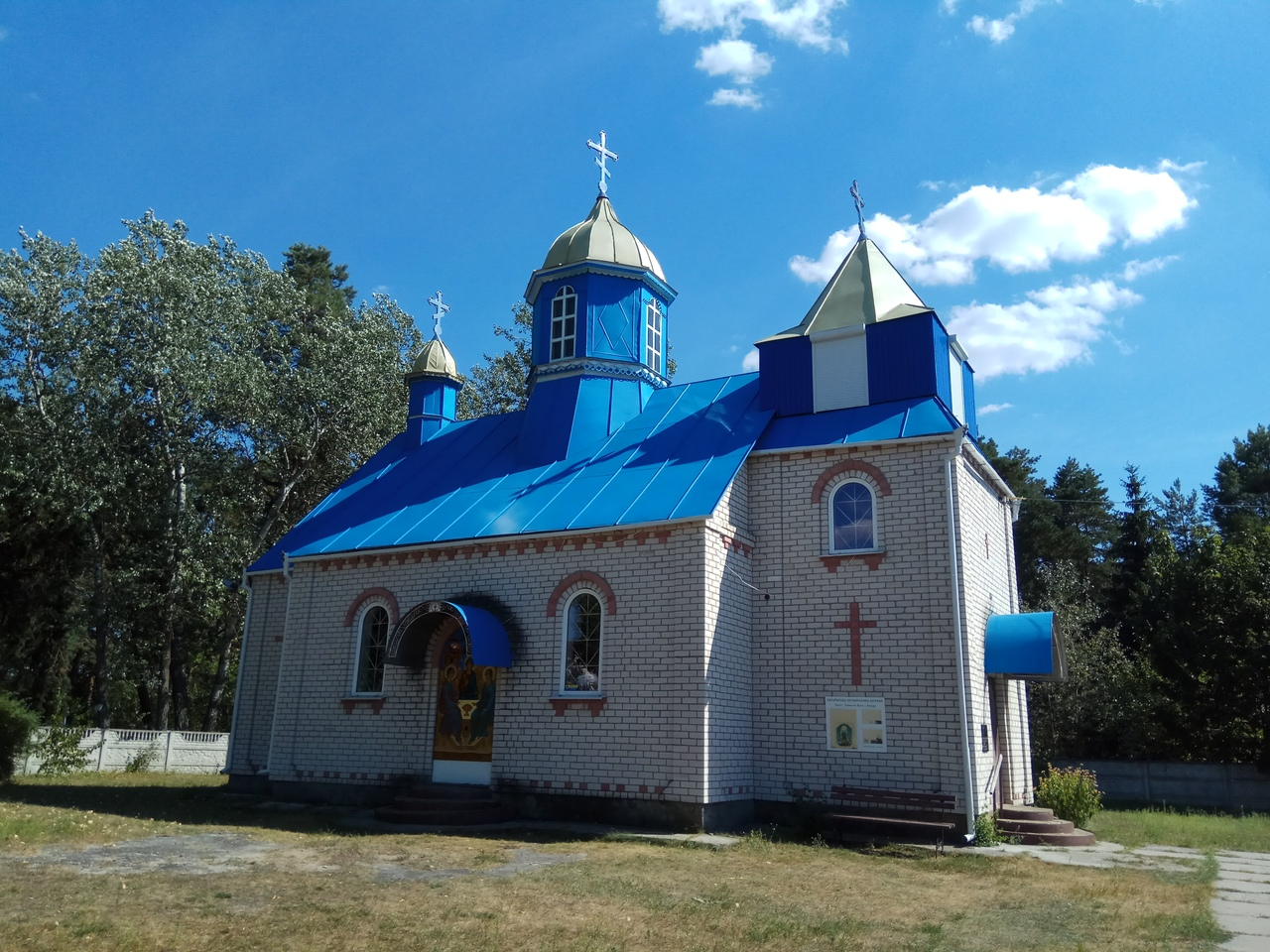
教堂

克雷哈伊夫（烏克蘭語：Крехаїв），是烏克蘭北部切爾尼希夫州切爾尼希夫區奥斯泰尔市镇的村庄。處於傑斯納河畔，面積5.34平方公里，海拔高度100米，2014年人口495。